# CINECA

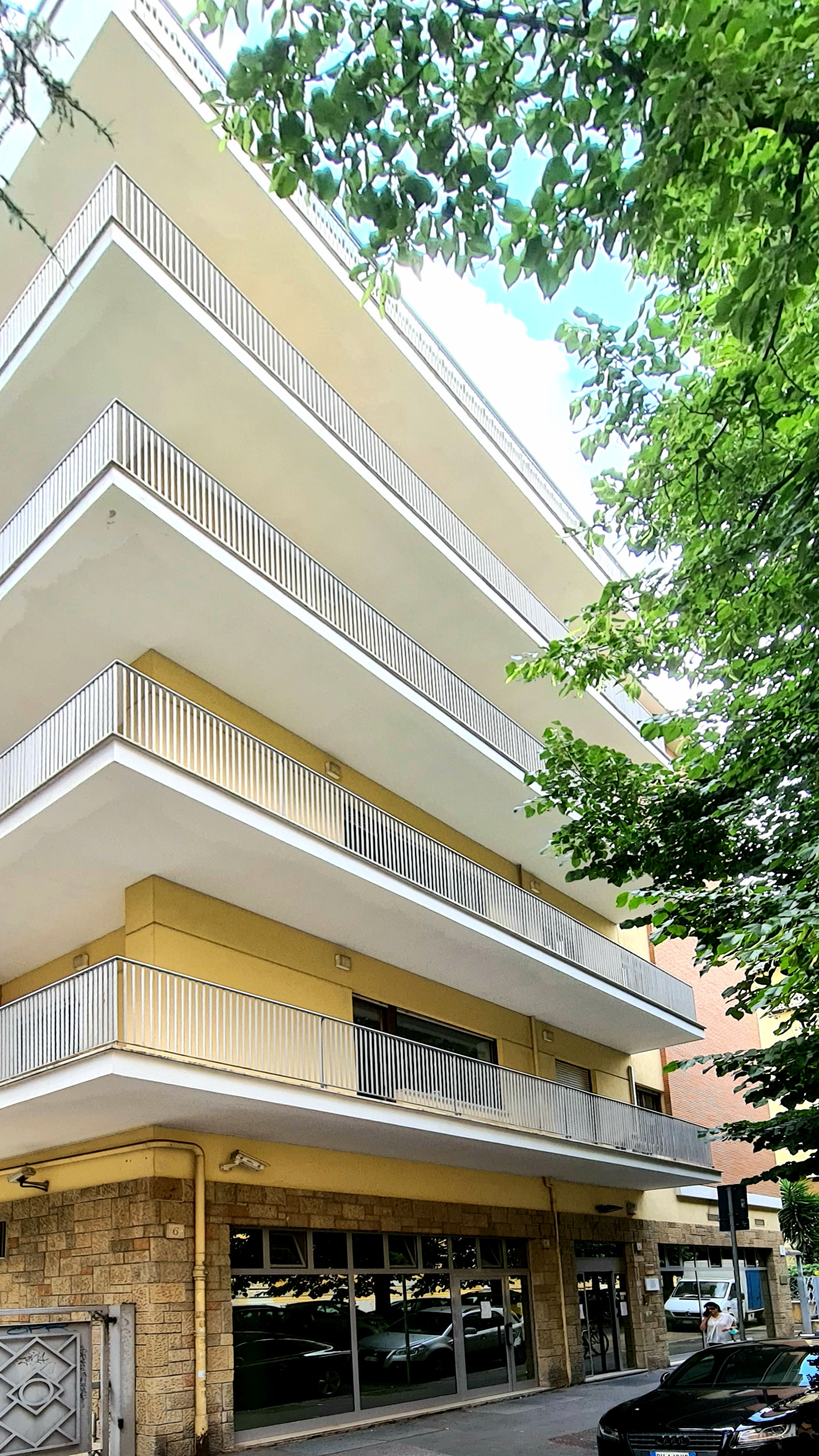
CINECA v Římě

CINECA je neziskové konsorcium, které tvoří 69 italských univerzit, 27 národních veřejných výzkumných center, italské ministerstvo univerzit a výzkumu (MUR) a italské ministerstvo školství (MI) a bylo založeno v roce 1969 v Casalecchio di Reno v Boloni.
Jedná se o nejvýkonnější superpočítačové centrum pro vědecký výzkum v Itálii, jak je uvedeno v seznamu nejvýkonnějších superpočítačů na světě TOP500: počítač s názvem Marconi100 od IBM se k listopadu 2021 umístil na 18. místě seznamu s přibližně 32 P/FLOPS.